# Indice biotico esteso
L'Indice biotico esteso (IBE) è una misura utilizzata in Italia per verificare la qualità di ecosistemi in acque correnti, sulla base di cambiamenti nelle comunità di macroinvertebrati. L'IBE rileva lo stato di qualità di un tratto di corso d'acqua integrando lo studio dei fattori di inquinamento o delle alterazioni fisiche dell'alveo, e può essere usato per individuare scarichi abusivi, per verificare le capacità auto-depurative dell'acqua e per valutare l'impatto di opere che modificano la morfologia dell'alveo.

## Metodologia
Il metodo deriva dal Trent Biotic Index del 1964, aggiornato come Extended Biotic Index, che è stato poi riadattato da Ghetti e Bonazzi per un'applicazione ai corsi d'acqua italiani.
Il metodo si basa sul concetto di un confronto tra la composizione di una comunità attesa rispetto ad un determinato ecosistema e la composizione della comunità presente nel tratto. Viene utilizzata una tabella a doppia entrata con due tipi di indicatori:
- la presenza di taxa esigenti in termini di qualità ambientali;
- ricchezza totale di taxa della comunità.

Infatti molte comunità di macroinvertebrati risentono di inquinamento termico, dei solidi sospesi, della presenza di tensioattivi, del deficit di ossigeno e della presenza di sostanze organiche eccessive.
Il protocollo di applicazione prevede tre fasi:
1. fase a tavolino: indagini preliminari e definizione degli obiettivi;
2. fase in campo: campionamento e separazione dei macroinvertebrati, compilazione della scheda di rilevamento;
3. fase in laboratorio: stesura delle carte di qualità

## Normativa
Nel complesso dei monitoraggi della qualità delle acque, questo deve considerarsi un metodo complementare al controllo dei parametri chimico-fisico e microbiologici detti macrodescrittori.
Tali valori si raccolgono in un ulteriore indice, LIM, o Livello di Inquinamento da Macrodescrittori (come previsto vecchio D.lvo 152/99), che incrociato con l'indice numerico dell'IBE fornisce il SECA (per esteso: Stato ecologico dei corsi d'acqua).
Ad oggi a seguito del cambiamento normativo, visto il nuovo D.lvo 152/2006 che recepisce la direttiva europea sulle acque WFD 2000/60, pur restando importante per monitoraggio della qualità delle acque, e richiesto per la valutazione di impatto su un corso d'acqua dove si intende andare realizzare un'opera di presa e valutarne il deflusso minimo vitale (DMV), è stato sostituito in Italia con il metodo di campionamento per fiumi guadabili adeguato alla Direttiva 2000/60/EC messo a punto dal CNR-IRSA.